# ぐう○○
「ぐう○○」とは、「ぐうの音も出ないほど○○」の略語であり、反論の余地がないほど○○という意味を持つネットスラングである。○○には様々な言葉が当てはまり、例えば「ぐうの音も出ないほど正論」であれば「ぐう正論」、「ぐうの音も出ないほどかわいい」であれば「ぐうかわ」と略す。

## 起源
マイナビウーマンのライター・ひらりによれば、元々は当時プロ野球選手だった小笠原道大が日本ハムファイターズから読売ジャイアンツに移籍したことを非難するスレッドが匿名掲示板・2ちゃんねる（現5ちゃんねる）に次々と立てられており、その中で2009年ごろにあるスレッド内にて「ぐうの音も出ないほど畜生だ」というコメントが投稿されたことが起源であるという。numanによれば、これが「ぐう畜」と略されるようになり、その派生表現として「ぐう聖」（ぐうの音も出ないほど聖人）、「ぐう正論」（ぐうの音も出ないほど正論）、「ぐうかわ」（ぐうの音も出ないほどかわいい）などといった言葉が次々に生み出されていったという。また、numanは今後も「ぐう○○」のバリエーションは増えていくだろうと推察している。

## 派生
「ぐう○○」シリーズが生まれるきっかけとなった「ぐう畜」は、2009年に行われた大修館書店による企画「第4回『もっと明鏡』大賞 みんなで作ろう国語辞典！」に記載された。
マイナビウーマンのライター・ひらりは同サイトで「ぐう聖」（ぐうの音も出ないほど聖人）について紹介している。ひらりによれば「聖人」とは本来「徳が高い模範的な人物」を指すが、「ぐう聖」においては「優しい人や素晴らしい行いをする人」を指すことが多いという。
numanによれば「ぐうかわ」について、基本的には男性が女性キャラクターなどを褒める際に使うものの、言葉の響きの良さから女子高生にも人気であるという。また、産経ニュースも「若者らが使う『かわいい』の新語」の一つに「ぐうかわ」を紹介しており、SNS上で盛んにやり取りされているとしている。なお、言語学者で名古屋大学名誉教授の町田健によれば、「ぐうかわ」などの新語は暗号のようであり、若者世代の仲間内だけに通じるのが特徴だとした上で、これらの言葉を使用することで仲間意識を高める効果もあると述べている。